# Montserrat Pujolar i Giménez
Montserrat Pujolar i Giménez (Ripoll, 14 de desembre del 1939) és una pianista i compositora de sardanes, professora de batxillerat i bibliotecària. El 2020 va rebre la Creu de Sant Jordi. L'any 2021 l'Ajuntament de Ripoll li va concedir la distinció Guifré

## Biografia
Infant prodigi, començà la seva educació musical (solfeig, teoria, dictat musical...) als tres anys. Tenia quatre anys quan va tocar per primera vegada el piano en públic, als 5 donava petits concerts i als 7 també tocava l'harmònium, cantava cant gregorià, i feia suplències de direcció del cor del col·legi de Nostra Senyora del Carme de Ripoll. Als 9 anys, envoltada d'èxits que l'abocaven a ser una pianista de renom internacional per la seva acurada tècnica i sentida expressivitat, va decidir no seguir amb la música.
Després d'aquest llarg parèntesi de 10 anys, sentint-se culpable de no haver seguit el do que havia rebut de manera tan clara i gratuïta, va reprendre els estudis musicals, i dels 19 als 23 anys cursà la carrera al Conservatori Superior de Música del Liceu de Barcelona amb resultats brillants; fou becada per realitzar el virtuosisme i els estudis de perfeccionament a l'estranger. Al conservatori va ser protagonista d'un fet excepcional en fer tota la carrera en només quatre anys i amb la qualificació global d'excel·lent. La Universitat de Barcelona li atorgà el Premi Extraordinari a la Millor Alumna de Música. Per altra banda, l'Escola Normal de Barcelona la va nomenar professora adjunta de la càtedra de Música, càrrec al qual només es podia accedir amb les dues titulacions, la de mestra i la de música.
Però no va acceptar cap de les grans oportunitats musicals que se li oferien. Novament abandonà la música. No sentia gens d'atracció per les mostres d'admiració i reconeixement que rebia. Ser concertista de piano no l'atreia i donar classes de música tampoc.
Titulada en Magisteri, professora de batxillerat, bibliotecària, encarregada del negoci familiar i mare de família, va dedicar el seu temps a altres temes que per a ella tenien més al·licients. Vinculada al món intel·lectual fou membre fundadora d'Estudis Científics del Ripollès, delegada dels pares i mares de l'Ampa, etc. Aventurera, decidida i amb ganes immenses de rebre coneixements nous també va estar i segueix sent una viatgera inquieta. Ha conviscut amb persones de molt diverses cultures: asiàtiques, com a Laos, Tailàndia, Índia, Emirats Àrabs (Dubai); africanes, com a Algèria, Egipte, Tunísia, Mali, Togo; americanes com a Colòmbia, Estats Units (Nova York, Washington, Miami) i, és clar, també europees, com a Anglaterra, França, Itàlia, Turquia, Grècia...
Van tornar a passar molts anys d'oblit musical. Fins que un dia, la música, de manera ben inesperada i per circumstàncies que ella no havia propiciat, se li presentà en forma de cançó per als seus fills d'11, 9 i 7 anys, i la va escriure. Escriptora d'articles publicats en diferents mitjans i poeta com era, va escriure una lletra que musicà. Poc s'imaginava que seria el començament d'altres composicions. Ella mai no havia pensat a ser compositora, però la música, aquella a la qual no havia volgut seguir i havia abandonat, no la va deixar. Encara passarien molts anys d'oblit; però, de tant en tant, li demanaven alguna composició i, per fi, ja rendida, la va acceptar. Així va viure la gestació de la seva primera sardana, l'any 1979, Amb l'esperit vibrant, que va irrompre en el món de la cultura catalana amb tanta força que encara avui, passats gairebé 40 anys, continuen interpretant totes les cobles del país, fent-se mereixedora del qualificatiu “clàssica de la sardana”.
Tot i que mai no va voler excel·lir com a compositora ni fer gaire composicions, es va trobar amb èxits inesperats, premis, reconeixements, entrevistes radiofòniques, participacions en televisions, intervencions diverses en TV3, comentaris sobre la seva vida en premsa, revistes, publicacions, interpretacions continuades de les seves sardanes, demandes de nova producció... Va rebre molts homenatges d'ajuntaments i entitats de diferents pobles i ciutats de Catalunya que la destacaven com a figura molt valorada i estimada.
Però novament no va voler seguir pel camí musical. Al 2004 va anunciar la seva renúncia a fer noves composicions. Només havia compost 16 sardanes que molts anys després, se segueixen interpretant en ballades, aplecs i concerts.
Tot i que va deixar la composició, aquesta vegada no va oblidar totalment la música, sigui dirigint cobles (a l'aplec de Ripoll, el juliol del 1999, en va dirigir set alhora, en una estrena d'ella mateixa, fet insòlit que la va portar a entrar en el Llibre de rècords catalans), sigui fent de jurat musical avaluant composicions d'altres autors, sigui impartint conferències per Catalunya i fora, com ara al Centro Cultural de la Villa de Madrid en el Primer Encuentro Internacional de Compositoras, al febrer del 1999 i, fins i tot, a l'Índia, a l'Institut Cervantes de Nova Delhi, el 14 de març de 2010, explicant la nostra dansa i la nostra música.
També un fet insòlit d'aquesta compositora, pionera en la composició femenina de sardanes, és tenir la capacitat, després de 50 anys mantenint el piano tancat, de poder interpretar peces que havia tocat de jove i d'altres que improvisa ràpidament.
El cant és música i en algun moment de la seva vida també va cantar. Amb la Coral Sebastià Bach ha interpretat, entre d'altres, La Passió segons sant Mateu i La Missa en Si menor. L'any 2017 formava part del Little Light Gospel Choir.
És evident que aquella nena prodigi estava destinada a ser prodigi en diferents facetes musicals, però ella mai no s'ha penedit de les seves decisions. Està tranquil·la de no haver lliurat la seva vida a la música com també està tranquil·la de no haver-la rebutjat en alguns moments de la seva vida.
Tot i no practicar la música com a professió, Montserrat Pujolar ha esdevingut una important referència dintre la nostra música tant en l'aspecte de compositora, com en el de pianista. És una reconeguda compositora que, amb la seva obra, ha arribat tant als amants de la música en general com als sardanistes en particular.

## Obra
- Ofrena d'infant a Jesús nadó
- Al·leluia
- Ave Maria
- Sanctus
- Poemes musicats
- Himne del Mil·lenari del monestir de Ripoll, a tres veus masculines (Cors Clavé)
- Himne de Catalunya en Miniatura, per a quatre veus mixtes i cobla

## Sardanes
- Mil anys del Monestir de Ripoll (1978), escrita en versió coral per a ser cantada el dia de la Concentració dels Cors Clavé amb motiu del Mil·lenari del Monestir. Temps a venir, l'instrumentarà per a cobla.
- Amb l'esperit vibrant (1979), primera sardana instrumentada per a cobla. En un concurs fet a TV3 va ser escollida entre les 20 millors sardanes de la història. Temps a venir, dos poetes l'hi posarien lletra, en Jaume Falcó i en Joan Solé i Margarit que també la cantà.
- Petitona (1980). Sardana que dedicà als seus pares en recordança de quan va tocar per primera vegada una sardana al piano. Era petitona. Tenia 5 anys.
- Ripoll a l'entorn del monestir (1988), estrenada com a “Sardana d'Honor” en la Commemoració de l'Onzè Centenari de la Consagració de la primera església del Monestir.
- Catalunya en miniatura (1989). Encàrrec que li va fer un dels Parcs Temàtics més importants del món, declarat d'Interès Turístic Nacional. Per a cor mixt (la van estrenar més de 100 veus) i cobla.
- Cant a Martorelles (1991). Encàrrec de l'entitat “Joventut sardanista” d'aquella localitat. S'estrena en el Concert de Cloenda del seu 15è Aniversari, amb versió coral,  (lletra de Joan Costa), i cobla.
- Tarda de juny a la Gavarra (1992), obligada de tenora.
- Dolça melangia (1993), pel nomenament de Martorell, Ciutat Pubilla. Temps a venir en Jaume Falcó li posaria lletra.
- La dansa dels gegants (1995), petició que li fa el seu poble per als gegants de Ripoll. Celebren 50 anys.
- 50 i endavant! (1996). A petició de l'Agrupació Sardanista de Ripoll. Celebra 50 anys.
- L'aplec del vespre (1996), petició que li fa el President de l'Agrupació Sardanista “La Mola” de Matadepera, per a ser la sardana emblemàtica del seu Aplec.
- Hores viscudes (1999)
- Goig (1999).Aplec Ripoll. Estrena espectacular. L'autora dirigeix 90 músics. La Montserrat Pujolar entra al llibre de Rècord Catalans.
- Notes d'aigua (2001). A l'Agrupació Sardanista de Sant Hilari Sacalm pels seu 25 anys.
- Ripoll, ciutat pubilla (2003)
- A Sant Eudald (2004). Dedicada al mil·lenari del patrocini de Sant Eudald a Ripoll. Des d'aleshores, s'interpreta cada any a la sortida de l'Ofici Solemne en la festa del sant.[3]

## Discografia

### LP
- Cobla Selvatana. “Al·legoria”. Edita: EDIGSA. Ref. 01L0154. Sardana: Amb l'esperit vibrant.
- Cobla La Principal de La Bisbal. “Agrupació Sardanista de Ripoll”. Edita: Audiovisuals de Sarrià. Ref. 20.1360. Sardana: Ripoll, a l'entorn del Monestir.
- Cobla Selvatana. “Sardanes a Martorell-Volum 3”. Edita: Audiovisuals de Sarrià. Ref. 20.1527. Sardana: Dolça melangia.
- Cobla Ciutat de Girona. “La Sardana de l'Any”. Edita: OLYMPO. Ref. L.763. Sardana: Amb l'esperit vibrant.
- Cobla Mediterrània. “La sardana de l'Any” Edita: OLYMPO. Ref. L.842. Sardana: Petitona.

### CD
- Cobla Selvatana. “Sardanes a Martorell-Volum 3”. Edita: Audiovisuals de Sarrià. Ref. 25.1527. Sardana: Dolça melangia.
- Cobla Selvatana. “Agrupació Sardanista de Ripoll”. Edita: Música Global Discogràfica. Ref. 21696/03. Sardanes: 50 i endavant! i La dansa dels gegants.
- Cobla Sant Jordi. “Sardanes al vent-Volum 9”. Edita: PICAP. Ref. 30.2007.02. Sardana: Tarda de juny a La Gavarra.
- Cobla Sant Jordi. “Sardanes al vent- Volum 10”. Edita: PICAP. Ref. 80.0055.02. Sardanes: L'Aplec del Vespre i Hores viscudes.

El febrer de 2009, la Cobla Jovenívola de Sabadell va enregistrar un integral dedicat a Montserrat Pujolar, amb Enric Ortí de tenora solista,[http://www.diaridegirona.cat/secciones/noticia.jsp?pRef=2009032700_9_322782__Cultura-Jovenivola-dedica-treball-ripollesa-Montserrat-Pujolar%5BEnllaç+no+actiu%5D [1]] Les sardanes de la Montserrat Pujolar, un CD amb totes les sardanes de la compositora, i els tres Himnes cantats per la Coral Belles Arts de Sabadell.